# Bryan Joseph McEntegart
Bryan Joseph McEntegart (New York, 5 gennaio 1893 – New York, 30 settembre 1968) è stato un arcivescovo cattolico statunitense.

## Biografia
Bryan Joseph McEntegart nacque in una casa nell'angolo tra DeKalb e la Nostrand Avenues nel borough di Brooklyn, a New York, il 5 gennaio 1893 da Patrick McEntegart e Katherine (nata Roe).

### Formazione e ministero sacerdotale
Studiò presso il Manhattan College, dove nel 1913 conseguì il diploma di laurea, e poi presso il seminario "San Giuseppe" a Yonkers.
L'8 settembre 1917 fu ordinato presbitero dal cardinale John Murphy Farley. Nel 1918 conseguì la laurea presso l'Università Cattolica d'America di Washington con una tesi intitolata "La cura dei poveri a New York nel XVII secolo". In seguito fu curato della chiesa del Sacro Cuore a New York fino al 1923 quando venne trasferito alla Cattedrale di San Patrizio.
Tra il 1919 e il 1920 seguì un corso di studi alla New York School of Social Work. In seguito divenne il primo direttore della divisione dei bambini negli interventi caritativi dell'arcidiocesi di New York. Durante il suo incarico come direttore, dal 1920 al 1930, tenne alcuni corsi di welfare dei bambini alla Fordham Graduate School of Social Service. Durante le presidenze di Herbert Hoover e Franklin Delano Roosevelt fece parte del comitato della Casa Bianca per il welfare dei bambini. Dal 1931 al 1937 diresse la Child Welfare League of America. Dal 1938 al 1941 fu curato presso la chiesa di San Francesco di Sales. Nel 1941 fu eletto presidente della National Conference of Catholic Charities. Dal 1941 al 1943 fu segretario nazionale della Catholic Near East Welfare Association. Nel 1943 divenne il primo direttore esecutivo di Catholic Relief Services. Per quattordici anni fece parte consiglio della United Service Organizations.

### Ministero episcopale
Il 5 giugno 1943 papa Pio XII lo nominò vescovo di Ogdensburg. Ricevette l'ordinazione episcopale il 3 agosto successivo nella cattedrale di San Patrizio di New York dall'arcivescovo Amleto Giovanni Cicognani, delegato apostolico negli Stati Uniti d'America, co-consacranti il vescovo di Albany Edmund Francis Gibbons e il vescovo ausiliare di New York Stephen Joseph Donahue. Poco dopo il suo insediamento la cattedrale di Ogdensburg fu distrutta da un incendio. Nonostante ciò riuscì a realizzare un nuovo edificio in pochi mesi.
Nel 1953 venne nominato rettore dell'Università Cattolica d'America. Il 19 agosto dello stesso anno papa Pio XII accettò la sua rinuncia al governo pastorale della diocesi e lo nominò vescovo titolare di Aradi. Durante la sua amministrazione, intraprese una grande campagna di raccolta fondi per espandere tutti i settori di lavoro dell'università.
Il 16 aprile 1957 papa Pio XII lo nominò vescovo di Brooklyn. Come tale, assunse la guida della diocesi più grande del paese in termini di popolazione cattolica. Prese possesso della diocesi il 13 giugno successivo alla presenza del cardinale Francis Joseph Spellman. Durante il suo episcopato avviò un programma di costruzione multimilionario che comprendeva sei scuole superiori, il seminario preparatorio della cattedrale, un ospedale, un'università per formare i preti a Long Island e un seminario teologico di quattro anni. Promosse l'allargamento alla crescente popolazione ispanica, inviando sacerdoti e religiosi a studiare la lingua e la cultura spagnola. Partecipò a tutte e quattro le sessioni del Concilio Vaticano II tra il 1962 e il 1965. Si adoperò per adempire alle riforme conciliari, diventando un pioniere del movimento ecumenico e fondando l'Istituto pastorale nel 1967. Il 15 aprile 1966 papa Paolo VI lo elevò alla dignità arcivescovile.
Il 15 luglio 1968 lo stesso papa Paolo VI accettò la sua rinuncia al governo pastorale della diocesi per motivi di salute e lo nominò arcivescovo titolare di Gabi.
Morì nella sua residenza nel quartiere Fort Greene di Brooklyn, New York, il 30 settembre 1968 all'età di 75 anni.

## Genealogia episcopale e successione apostolica
La genealogia episcopale è:
- Cardinale Scipione Rebiba
- Cardinale Giulio Antonio Santori
- Cardinale Girolamo Bernerio, O.P.
- Arcivescovo Galeazzo Sanvitale
- Cardinale Ludovico Ludovisi
- Cardinale Luigi Caetani
- Cardinale Ulderico Carpegna
- Cardinale Paluzzo Paluzzi Altieri degli Albertoni
- Papa Benedetto XIII
- Papa Benedetto XIV
- Papa Clemente XIII
- Cardinale Marcantonio Colonna
- Cardinale Giacinto Sigismondo Gerdil, B.
- Cardinale Giulio Maria della Somaglia
- Cardinale Carlo Odescalchi, S.I.
- Cardinale Costantino Patrizi Naro
- Cardinale Lucido Maria Parocchi
- Papa Pio X
- Cardinale Gaetano De Lai
- Cardinale Raffaele Carlo Rossi, O.C.D.
- Cardinale Amleto Giovanni Cicognani
- Arcivescovo Bryan Joseph McEntegart

La successione apostolica è:
- Vescovo James Vincent Pardy, M.M. (1958)
- Vescovo Charles Richard Mulrooney (1959)
- Vescovo Joseph Peter Michael Denning (1959)
- Vescovo Edward John Harper, C.SS.R. (1960)
- Vescovo Benedito Domingos Vito Coscia, O.F.M. (1961)